# Élections sénatoriales de 2017 à La Réunion
Les élections sénatoriales de 2017 à La Réunion ont lieu le dimanche 24 septembre. Elles ont pour but d'élire les sénateurs représentant le département au Sénat pour un mandat de six années.

## Contexte départemental
Lors des élections sénatoriales de 2011 à La Réunion, quatre sénateurs ont été élus selon un mode de scrutin proportionnel : un PCR, un PS et deux UMP.
Depuis, tous les effectifs du collège électoral des grands électeurs ont été renouvelés, avec les élections législatives de 2017, les élections régionales de 2015, les élections départementales de 2015 et les élections municipales de 2014.

## Sénateurs sortants
| Sénateur | Sénateur        | Parti | Fonctions lors de l'élection en 2011         |
| -------- | --------------- | ----- | -------------------------------------------- |
|          | Gélita Hoarau   | PCR   | Sénatrice sortante                           |
|          | Michel Vergoz   | PS    | Conseiller régional                          |
|          | Michel Fontaine | LR    | Président de la CIVIS, maire de Saint-Pierre |
|          | Didier Robert   | LR    | Président du conseil régional                |

1. ↑  Remplace Paul Vergès, décédé le 12 novembre 2016.
2. ↑  Remplace Jacqueline Farreyrol, démissionnaire le 30 juin 2014.

## Présentation des listes et des candidats
Les nouveaux représentants sont élus pour une législature de 6 ans au suffrage universel indirect par les 1 211 grands électeurs du département. À La Réunion, les sénateurs sont élus au scrutin proportionnel plurinominal. Leur nombre reste inchangé, quatre sénateurs sont à élire et six candidats doivent être présentés sur la liste pour qu'elle soit validée. Chaque liste de candidats est obligatoirement paritaire et alterne entre les hommes et les femmes. Plusieurs listes seront déposées dans le département. Elles sont présentées ici dans l'ordre de leur dépôt à la préfecture et comportent l'intitulé figurant aux dossiers de candidature.

### «Citoyens de La Réunion en action» (divers gauche)
| N° | Candidats | Candidats                 | Parti | Principale fonction    |
| -- | --------- | ------------------------- | ----- | ---------------------- |
| 01 |           | Françoise Lambert         | CREA  |                        |
| 02 |           | Jean-Christophe Esperance | CREA  |                        |
| 03 |           | Vanessa Miranville        | CREA  | Maire de La Possession |
| 04 |           | Gilles Hubert             | CREA  |                        |
| 05 |           | Ève Lechat                | CREA  |                        |
| 06 |           | Rosaire Minatchy          | CREA  |                        |

### «Coalition réunionnaise» (Parti socialiste – La Politique autrement)
| N° | Candidats | Candidats              | Parti | Principale fonction                                             |
| -- | --------- | ---------------------- | ----- | --------------------------------------------------------------- |
| 01 |           | Michel Dennemont       | PS    | Conseiller régional, maire des Avirons                          |
| 02 |           | Audrey Belim           | PS    | Conseillère municipale de Saint-Denis                           |
| 03 |           | Christian Annette      | PS    | Conseiller municipal de Sainte-Marie                            |
| 04 |           | Laurence Lougnon       | MoDem |                                                                 |
| 05 |           | Jean-Luc Saint-Lambert | PS    | Conseiller municipal et ancien maire de La Plaine-des-Palmistes |
| 06 |           | Sophia Ferrere         | MoDem |                                                                 |

### «L'Entente républicaine» (Union des démocrates et indépendants – Les Républicains)
| N° | Candidats | Candidats                   | Parti | Principale fonction                                                      |
| -- | --------- | --------------------------- | ----- | ------------------------------------------------------------------------ |
| 01 |           | Nassimah Dindar             | UDI   | Présidente du conseil départemental, vice-présidente du conseil régional |
| 02 |           | Jean-Louis Lagourgue        | DVD   | Vice-président du conseil régional, maire de Sainte-Marie                |
| 03 |           | Viviane Malet               | LR    | Conseillère départementale, adjointe au maire de Saint-Pierre            |
| 04 |           | Michel Fontaine             | LR    | Sénateur sortant, maire de Saint-Pierre                                  |
| 05 |           | Marie-Andrée Faveur Lacroix | DVD   | Conseillère régionale, conseillère municipale de La Possession           |
| 06 |           | Stéphane Fouassin           | UDI   | Conseiller régional, maire de Salazie                                    |

### «Rassembler et développer La Réunion» (La République en marche)
| N° | Candidats | Candidats               | Parti | Principale fonction                  |
| -- | --------- | ----------------------- | ----- | ------------------------------------ |
| 01 |           | Brigitte Hoarau         | LREM  | Conseillère municipale de Petite-Île |
| 02 |           | Jean Gaël Anda          | LREM  |                                      |
| 03 |           | Geneviève Sevegamy      | LREM  |                                      |
| 04 |           | Patrice Souprayenmestry | LREM  |                                      |
| 05 |           | Chantal Sandance        | LREM  |                                      |
| 06 |           | Frédéric Foucque        | LREM  |                                      |

### «Une nouvelle ambition pour La Réunion» (Parti communiste réunionnais – Demain La Réunion)
| N° | Candidats | Candidats        | Parti | Principale fonction                               |
| -- | --------- | ---------------- | ----- | ------------------------------------------------- |
| 01 |           | Gélita Hoarau    | PCR   | Sénatrice sortante                                |
| 02 |           | Maurice Gironcel | PCR   | Conseiller départemental, maire de Sainte-Suzanne |
| 03 |           | Memouna Patel    | PCR   |                                                   |
| 04 |           | Michel Picot     | PCR   |                                                   |
| 05 |           | Julie Pontalba   | PCR   |                                                   |
| 06 |           | Gilles Leperlier | PCR   |                                                   |

### «La gauche rassemblée pour La Réunion» (Pour La Réunion – Le Progrès – Mouvement citoyen réunionnais)
| N° | Candidats | Candidats               | Parti | Principale fonction |
| -- | --------- | ----------------------- | ----- | ------------------- |
| 01 |           | Wilfrid Bertile         | PS    |                     |
| 02 |           | Monique Marmitou-Tacoun | PLR   |                     |
| 03 |           | Harry-Claude Morel      | LP    |                     |
| 04 |           | Nadine Marée            | MCR   |                     |
| 05 |           | Janick Cidney           | PLR   |                     |
| 06 |           | Jasmine Beton           | PLR   |                     |

### «Nous sommes Réunionnais» (divers)
| N° | Candidats | Candidats           | Parti | Principale fonction |
| -- | --------- | ------------------- | ----- | ------------------- |
| 01 |           | Jean-Philippe Desby | DIV   |                     |
| 02 |           | Émeline Virin       | DIV   |                     |
| 03 |           | Didier Blancard     | DIV   |                     |
| 04 |           | Élisabeth Mazet     | DIV   |                     |
| 05 |           | Ludovic Moutien     | DIV   |                     |
| 06 |           | Émeline Virapin     | DIV   |                     |

## Résultats
| Tête de liste                                                     | Tête de liste                       | Liste                         | Voix  | %     | Élus |
| ----------------------------------------------------------------- | ----------------------------------- | ----------------------------- | ----- | ----- | ---- |
|                                                                   | Nassimah Dindar                     | Union de la droite (UDI - LR) | 755   | 58,12 | 3    |
| L'Entente républicaine                                            |                                     |                               | 755   | 58,12 | 3    |
|                                                                   | Michel Dennemont                    | Divers gauche (PS - MoDem)    | 212   | 16,32 | 1    |
| Coalition réunionnaise                                            |                                     |                               | 212   | 16,32 | 1    |
| Wilfrid Bertile                                                   | Divers gauche (PS - PLR - LP - MCR) | 133                           | 10,24 | 0     |      |
| La gauche rassemblée pour La Réunion conduite par Wilfrid Bertile |                                     | 133                           | 10,24 | 0     |      |
|                                                                   | Brigitte Hoarau                     | La République en marche       | 96    | 7,39  | 0    |
| Rassembler et développer La Réunion                               |                                     |                               | 96    | 7,39  | 0    |
|                                                                   | Gélita Hoarau                       | Divers gauche (PCR)           | 63    | 4,85  | 0    |
| Une nouvelle ambition pour La Réunion                             |                                     |                               | 63    | 4,85  | 0    |
|                                                                   | Françoise Lambert                   | Divers gauche (CREA)          | 30    | 2,31  | 0    |
| Citoyens de La Réunion en action                                  |                                     |                               | 30    | 2,31  | 0    |
|                                                                   | Jean-Philippe Desby                 | Divers                        | 10    | 0,77  | 0    |
| Nous sommes Réunionnais                                           |                                     |                               | 10    | 0,77  | 0    |
|                                                                   |                                     |                               |       |       |      |
| Suffrages exprimés                                                | Suffrages exprimés                  | Suffrages exprimés            | 1 299 | 98,26 |      |
| Votes blancs                                                      | Votes blancs                        | Votes blancs                  | 23    | 1,74  |      |
| Votes nuls                                                        | Votes nuls                          | Votes nuls                    | 0     | 0,00  |      |
| Total                                                             | Total                               | Total                         | 1 322 | 100   | 4    |
| Abstention                                                        | Abstention                          | Abstention                    | 18    | 1,34  |      |
| Inscrits / participation                                          | Inscrits / participation            | Inscrits / participation      | 1 340 | 98,66 |      |

### Sénateurs élus
| Sénateur | Sénateur             | Parti |
| -------- | -------------------- | ----- |
|          | Michel Dennemont     | PS    |
|          | Nassimah Dindar      | UDI   |
|          | Jean-Louis Lagourgue | DVD   |
|          | Viviane Malet        | LR    |